# Ферраты

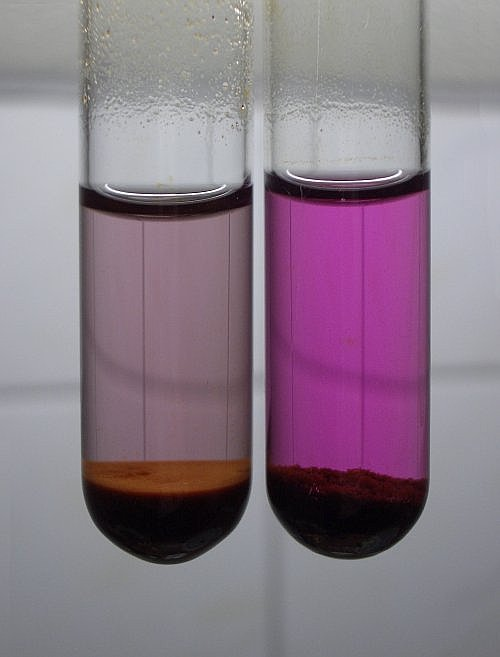
Раствор феррата натрия (слева) в сравнении с перманганатом калия (справа)

Ферра́ты — соли, содержащие феррат-анион FeO42− (Fe(VI)). Соответствуют железной кислоте H2FeO4, которая в свободном виде не существует. Как правило, окрашены в фиолетовый цвет.

## Свойства
Ферраты являются сильными окислителями. При восстановлении железо проходит через промежуточные степени окисления +5 и +4, которые очень нестабильны. Окислительно-восстановительные потенциалы феррат-иона:
{\displaystyle {\ce {FeO4^{2-}{}+ 8 H+ + 3 e- -> Fe^{3+}{}+ 4 H2O}}\quad E^{0}=+2{,}2~{\text{B}}}
{\displaystyle {\ce {FeO4^{2-}{}+ 4 H2O + 3 e^- -> Fe(OH)3 + 5 OH^-}}\quad E^{0}=+0{,}72~{\text{B}}}
В кислой среде ферраты разлагаются с выделением кислорода: 
{\displaystyle {\ce {4 FeO4^{2-}{}+ 20 H^+ -> 4 Fe^{3+}{}+ 3 O2 + 10 H2O}}}
Также ферраты медленно разлагаются в нейтральной среде:
{\displaystyle {\ce {4 FeO4^{2-}{}+ 10 H2O -> 4 Fe(OH)3 + 3 O2 + 8 OH^-}}}
Окисляют аммиак даже на холоде:
{\displaystyle {\ce {2K2FeO4{}+2NH3{}+H2O->Fe2O3.H2O{}+N2{\uparrow }+4KOH}}}
Растворимость ферратов в воде близка к растворимости сульфатов. Так, феррат калия растворим довольно хорошо, а феррат бария нерастворим, что используется для осаждения и последующего отделения соли:
{\displaystyle {\ce {K2FeO4{}+BaCl2->2KCl{}+BaFeO4{\downarrow }}}}

## Применение
Будучи сильными окислителями, ферраты легко окисляют органические загрязняющие вещества и обладают антисептическим действием. При этом они, в отличие от хлора, не образуют ядовитых продуктов. Поэтому ферраты используют при водоочистке и водоподготовке.

## Получение
Существует несколько способов синтеза ферратов.
Первый способ — окисление соединений железа(III) хлором или гипохлоритом в сильнощелочной среде: 
{\displaystyle {\ce {2 Fe(OH)3 + 3 Cl2 + 10 OH^- -> 2 FeO4^{2-}{}+ 6 Cl^- + 8 H2O}}}
{\displaystyle {\ce {2 Fe(OH)3 + 3 ClO^- + 4 OH^- -> 2 FeO4^{2-}{}+ 3 Cl^- + 5 H2O}}}
Второй способ — электролиз концентрированного раствора щёлочи на железном аноде:
{\displaystyle {\ce {Fe + 2 KOH + 2 H2O -> K2FeO4 + 3 H2}}}
Также существует способ получения при помощи нагрева смеси, например, K2O2 и Fe2O3 в атмосфере кислорода или в присутствии KNO3.